# Yun Bo-seon
Yun Bo-seon (Koreaans:윤보선, Hanja:尹潽善) (Asan, Korea, 26 augustus 1897 - Seoel, 18 juli 1990) was tussen 1960 en 1962 president van Zuid-Korea. Yun studeerde af aan de Universiteit van Edinburgh in 1932. Na zijn studie keerde hij weer terug naar zijn geboorteland. Na de onafhankelijkheid van Japan in 1945 ging hij de politiek in. In 1948 benoemde zijn mentor Syngman Rhee hem tot burgemeester van Seoel. Een jaar later werd hij minister van Handel en Industrie, maar trad snel af, vanwege de autocratisch regerende Rhee. Yun werd voorzitter van het Koreaanse Rode Kruis. Dat was hij tot 1954, toen hij werd gekozen in het Koreaanse parlement. Het jaar daarop was hij medeoprichter van de Democratische Partij.
Na een studentenopstand, waarbij het bewind van Rhee omver werd geworpen, werd Yun op 13 augustus 1960 tot president verkozen. Zijn presidentschap werd bemoeilijkt door interne conflicten binnen zijn partij. In 1961 vond een staatsgreep plaats door generaal Park Chung-hee, waarna Yun zich op 22 maart 1962 terugtrok als president.
In 1990 stierf Yun aan de gevolgen van diabetes en hoge bloeddruk.
Syngman Rhee · Heo Jeong (waarnemend) · Yun Bo-seon · Park Chung-hee · Choe Gyuha · Chun Doo-hwan · Roh Tae-woo · Kim Young-sam · Kim Dae-jung · Roh Moo-hyun · Goh Kun (waarnemend) · Lee Myung-bak · Park Geun-hye · Hwang Kyo-ahn (waarnemend) · Moon Jae-in · Yoon Suk-yeol